# Aar (fiume)
L'Aar (o, in tedesco, Aare) è un fiume della Svizzera. Nasce nelle Alpi bernesi, forma i laghi di Brienz e di Thun, tocca Berna, per poi sfociare nel Reno.
È il più lungo (295 km) ed importante dei fiumi con il percorso completamente in territorio elvetico; il suo bacino imbrifero drena una superficie di quasi 18 000 km², circa il 43% dell'intera Svizzera ed è il più vasto bacino del versante nord-alpino svizzero.

## Percorso
Il fiume Aar nasce ad ovest del passo del Grimsel dai due ghiacciai che scendono dal versante orientale del Finsteraarhorn, nelle Alpi bernesi e più particolarmente dal Basso ghiacciaio dell'Aar e dall' Alto ghiacciaio dell'Aar.
Il fiume percorre poi la valle dell'Hasli, raggiunge ed attraversa i laghi di Brienz e di Thun, da cui esce navigabile. In seguito scorre verso Berna, la cui parte vecchia è stata costruita sul bordo di un suo meandro. Un impianto idroelettrico è stato costruito dopo Berna a Mühleberg, e produce 45 MW di corrente elettrica. Un paio di chilometri più a valle della diga si trova la centrale nucleare di Mühleberg, che è raffreddata con l'acqua del fiume.
Più a valle il fiume è raggiunto alla sua sinistra orografica dalla Saane (in francese Sarine), suo principale affluente. Successivamente continua il suo percorso fino al lago di Bienne. Di qui il fiume prende a scorrere verso est al sud del Giura ed attraversa la città di Soletta dove lo raggiunge il suo affluente Emme. In seguito attraversa la città di Olten. Attraversa poi Aarau e Brugg dove confluiscono da destra i fiumi Reuss e Limmat. Infine l'Aar continua il suo cammino verso nord fino al Reno in cui si getta nei pressi di Koblenz, più precisamente di fronte al comune tedesco di Waldshut-Tiengen.

## Comuni attraversati
I comuni attraversati sono:
- Canton Berna: Guttannen, Innertkirchen, Schattenhalb, Meiringen, Brienzwiler, Hofstetten bei Brienz, Brienz, Ringgenberg, Interlaken, Unterseen, Thun, Steffisburg, Uetendorf, Heimberg, Uttigen, Kiesen, Jaberg, Wichtrach, Kirchdorf, Gerzensee, Münsingen, Belp, Rubigen, Allmendingen, Muri bei Bern, Kehrsatz, Köniz, Berna, Ittigen, Zollikofen, Bremgarten bei Bern, Kirchlindach, Wohlen bei Bern, Frauenkappelen, Mühleberg, Radelfingen, Golaten, Kallnach, Bargen, Aarberg, Walperswil, Täuffelen, Hagneck, Nidau, Port, Brügg, Aegerten, Schwadernau, Orpund, Scheuren, Safnern, Büren an der Aare, Meinisberg, Rüti bei Büren, Arch, Leuzigen, Wangen an der Aare, Wiedlisbach, Walliswil bei Wangen, Walliswil bei Niederbipp, Berken, Bannwil, Graben, Aarwangen, Schwarzhäusern, Wynau;
- Canton Soletta: Grenchen, Bettlach, Selzach, Bellach, Lüsslingen-Nennigkofen, Biberist, Soletta, Zuchwil, Feldbrunnen-Sankt Niklaus, Riedholz, Luterbach, Deitingen, Flumenthal, Wolfwil, Fulenbach, Boningen, Olten, Trimbach, Winznau, Dulliken, Obergösgen, Däniken, Niedergösgen, Gretzenbach, Schönenwerd, Erlinsbach, Eppenberg-Wöschnau;
- Canton Argovia: Murgenthal, Rothrist, Aarburg, Aarau, Küttigen, Biberstein, Auenstein, Rupperswil, Möriken-Wildegg, Veltheim, Holderbank, Schinznach, Villnachern, Brugg, Windisch, Gebenstorf, Untersiggenthal, Rüfenach, Villigen, Würenlingen, Böttstein, Döttingen, Klingnau, Leuggern, Koblenz.

## Affluenti

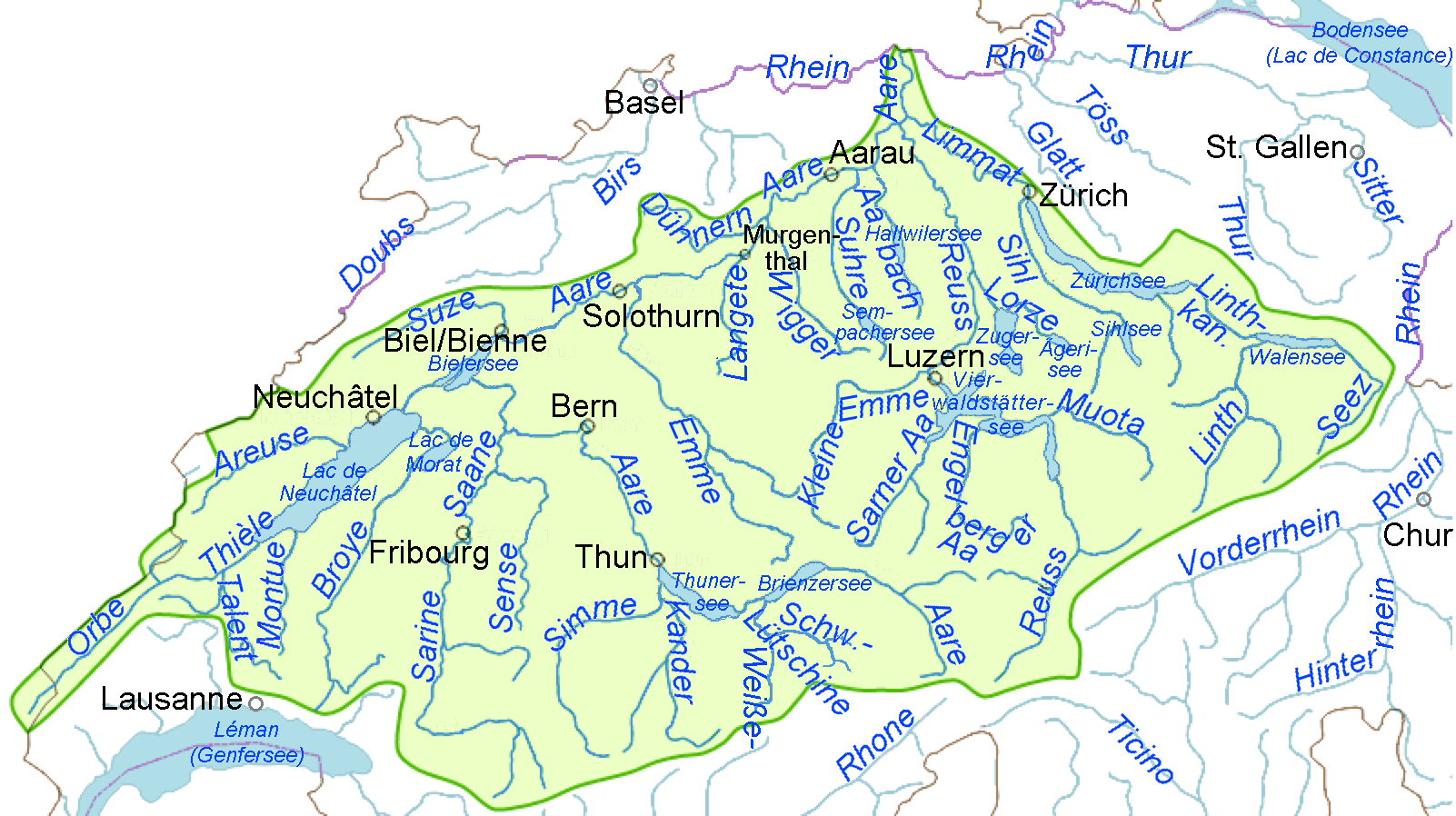
Il bacino idrografico del fiume.

I principali affluenti (ed eventuali subaffluenti) nell'ordine in cui raggiungono il fiume, a partire dalla sua confluenza con il Reno e fino alla sua sorgente, sono: 
- Limmat - affluente di destra
  - Sihl
- Reuss - affluente di destra
  - Kleine Emme
  - Aa di Sarnen
  - Aa di Engelberg
- Suhre - affluente di destra
- Wigger - affluente di destra
- Emme - affluente di destra
- Orbe (o Thielle) - affluente di sinistra
  - Broye
- Saane (Sarine) - affluente di sinistra
- Kander - affluente di sinistra
- Simme - affluente di sinistra
- Lütschine - affluente di sinistra

## Regime idrologico ed economia
Dall'inizio del XX secolo l'Aar è oggetto di un intenso sfruttamento a fini idroelettrici: attualmente sono in funzione non meno di 20 centrali, cui vanno aggiunte quelle nucleari raffreddate dall'acqua del fiume, le centrali di Gösgen e quella di Beznau, fino al 2019 le acque del fiume erano utilizzate anche dalla centrale nucleare di Mühleberg.
Solo in rari e brevi tratti l'alveo e le rive sono seminaturali, con scarse tracce d'intervento dell'uomo. Qua e là tuttavia le rive dell'Aar fungono da zona di svago; questo tipo di sfruttamento del paesaggio si scontra non di rado con gli obiettivi di naturalisti ed ecologisti.